# Escola Controlista
Idealizada por Fabio Besta (1845-1922), por volta de 1880, através de sua obra La Ragioneria.
Com a visão focada no usuário interno, Besta distinguiu:
- administração em geral (voltada para a ação de administrar);
- administração econômica (destacava o patrimônio da entidade e sua utilização na geração de riquezas, com gestão, direção e controle).

Na Escola Controlista encontramos a ideia do patrimônio representar a soma econômica de valores positivos (ativo) e negativos (passivo) e não só de obrigações e direitos como dizia Giuseppe Cerboni da Escola Personalista.
A esse período vincula-se a divisão da Contabilidade em termos de conhecimento, na forma de:
- Contabilidade Geral (aplicada a todos os segmentos);
- Contabilidade Aplicada (específica a diferentes tipos de atividades econômicas).

No controlismo aparece:
- O ano civil como período do exercício administrativo;
- A preocupação com a continuidade da gestão (que no Brasil é o princípio da continuidade).

Contribuiram também para o desenvolvimento dessa escola, dentre outros: Vittorio Alfieri, Carlo Ghidiglia, Pietro Rigobon e Pietro D´Alvise.

A definição de Besta para a missão contábil foi proferida como sendo: "encarregada de estabelecer um ponto de partida para que seja possível analisar de pronto os resultados da gestão; encarregada de acompanhar a gestão pondo em evidência todos os fatos ocorridos nas entidades que facilitem o julgamento do trabalho administrativo e; encarregada de demonstrar os resultados finais da administração econômica para fins de aprovação ou rejeição da gestão".